# Isuzu Vietnam
Isuzu Vietnam Co., Ltd. ist ein Automobil- und Nutzfahrzeughersteller und -händler mit Sitz in Ho-Chi-Minh-Stadt, Vietnam.

## Geschichte
Das Unternehmen wurde am 19. Oktober 1995 mit einem Kapital von 15 Millionen US-Dollar als Joint-Venture gegründet. Eine andere Quelle nennt 50 Millionen USD. Am Unternehmen beteiligt sind die japanischen Unternehmen Isuzu und Itōchū Shōji mit jeweils einem Anteil von 42 bzw. 28 Prozent.
Die Produktion begann im Frühjahr 1997 und erreichte zunächst nur 2000 Fahrzeuge pro Jahr. Der lokale Produktionsanteil ist mit 12 % eher gering. Die Produktion belief sich im Jahr 2016 bei einer Produktionskapazität von 9400 Exemplaren auf 8000 Fahrzeuge.